# أغوستين سييرا
أغوستين سييرا (بالإسبانية: Agustín Sierra)‏ هو موسيقي وممثل أرجنتيني، ولد في 23 سبتمبر 1990 ببوينس آيرس في الأرجنتين.

## وصلات خارجية
- أغوستين سييرا على موقع IMDb (الإنجليزية)
- أغوستين سييرا على موقع قاعدة بيانات الفيلم (الإنجليزية)
- أغوستين سييرا على موقع كينوبويسك (الروسية)